# Orthetrum austrosundanum
Orthetrum austrosundanum is een libellensoort uit de familie van de korenbouten (Libellulidae), onderorde echte libellen (Anisoptera).
De wetenschappelijke naam Orthetrum austrosundanum is voor het eerst geldig gepubliceerd in 1953 door Lieftinck.